# کومائین
کومائین (به کردی: کۆمایین)، روستایی از توابع بخش موچش شهرستان کامیاران در استان کردستان ایران است.

## جمعیت
این روستا در دهستان سورسور قرار دارد و براساس سرشماری مرکز آمار ایران در سال ۱۳۸۵، جمعیت آن ۲۸۶ نفر (۶۷خانوار) بوده‌است.

## ریشۀ نام
هرودوت در تاریخ خود اشاره کرده که مادها در کومای‌ها زندگی می‌کرده‌اند. واژۀ کومای اغلب واژه‌ای یونانی دانسته‌شده و به دهکده ترجمه شده و گفته‌شده که هرودوت به اصل مادی این واژه اشاره‌ای نداشته‌است. بر این اساس واژۀ کومائین می‌تواند معنای دهکده داشته‌باشد. علاوه بر این در زبان کردی واژۀ کۆ به معنای جمع شدن و ماێ به معنای ماد است و بنابراین واژۀ کومایین علاوه بر این که می‌تواند معادلی برای کومای مورد اشارۀ هرودوت به معنای روستا باشد، می‌تواند واژه‌ای کُردی به معنای محل گردآمدن مادها نیز دانسته شود.